# سوالوفیلد
سوالوفیلد (به انگلیسی: Swallowfield) یک روستا و محله مدنی در بریتانیا است که در ووکینگهام واقع شده‌است. سوالوفیلد ۱٬۹۶۱ نفر جمعیت دارد.